# Mesochorus styriacus
Mesochorus styriacus är en stekelart som beskrevs av Schwenke 2002. Mesochorus styriacus ingår i släktet Mesochorus och familjen brokparasitsteklar. Inga underarter finns listade i Catalogue of Life.